# Chakravyuha
Chakravyuha è un film del 2016, diretto da M. Saravanan, remake di film tamil Ivan Veramathiri.

## Colonna sonora
1. N. T. Rama Rao Jr. – Geleya Geleya – 3:14
2. Puneeth Rajkumar, Kajal Aggarwal – Yenaithu – 4:44
3. Megha – Ninthalli Nillalaare – 4:28
4. Chandan Shetty – Theme of Chakravyuha – 2:08